# Ельментейта (культура)
Ельментейта культура (Elmenteita) — археологічна культура епохи середньої та нової кам'яних діб.
Датується 5 000-4 000 рр.. до н. е.
Була поширена у Східній Африці. Отримала назву за знахідками поховань (печера Гембл) біля озера Ельментейта (Кенія).
Поховання в скорченому положенні, пересипані червоною охрою. Знаряддя з обсидіану: подовжені пластини із затупленим краєм, шкребки, різці, мікроліти. Кераміка: кубки й глеки. Знахідки кам'яних посудин і різноманітних намист свідчать про зв'язки з іншими неолітичними культурами.